# Кариш (месторождение)
Кариш (англ. Karish) — газовое месторождение в Израиле в акватории Средиземного моря. Открыто в мае 2013 года. Начальные запасы газа составляет 45-57 млрд м³.
Газоносность связана с отложениями раннего миоцена.
Оператором месторождения является американская нефтяная компания Noble Energy (47,06 %). Другими партнерами Noble Energy являются компании: Delek Drilling и Avner Oil Exploration (по 26,47 %).

## История
В июне 2022 года, Евросоюз, в условиях российского вторжения в Украину, в поисках альтернативных поставщиков природного газа и нефти, решил обратиться к Израилю, разрабатывающему месторождение Кариш . Соглашение о поставках природного газа было подписано 15 июня 2022 года, в Каире при участии главы Европейской комиссии Урсулы фон дер Ляйен. Первая партия нефти была отгружена в феврале 2023 года.
С 14 февраля 2023 года с месторождения Кариш экспортируется нефть.